# Школа № 37 (Тверь)
Средняя школа № 37 была построена в 1963 году в поселке ВНИИСВ (Химинститута), в городе Калинин, сейчас Тверь. Общая площадь здания – 3337,8 кв.м., Земельный участок:– общая площадь 5 665,0 м²; Позже, в 1991 году, у школы появилось второе здание. В первом учились начальные классы, во втором средние и старшие. В 2007 году старое здание закрыли. Администрация города отключила здание от всех коммуникаций и оставила без присмотра. Старое здание школы стало местом сбора маргинальных подростковых групп. Доведено до ненадлежащего состояния и продано администрацией города 16.12.2015. Приобрела здание: Сайеда Екатерина Александровна.
Образование в 10-11 классах ведётся по одному из трёх профилей: универсальное, оборонно-спортивное, физико-математическое.
С 2002 года в школе открыт специализированный класс Лицея милиции УВД Тверской области. Специальные предметы, такие как «История полиции и милиции России», «Организация работы милиции», «Автомобильная подготовка», «Огневая подготовка», «Основы криминалистики», «Основы специальной техники ОВД», «Основы доврачебной помощи», «Специальная физическая подготовка», «Строевая подготовка», в этом классе преподают сотрудники Лицея милиции.
В школе действуют спортивные секции и кружки. В школе на 680 школьников три приходится три больших спортзала и бассейн. Рядом со школой построен физкультурно-оздоровительный комплекс с ледовым покрытием.
Школьникам доступны следующие кружки дополнительного образования: русский язык — от слова к словесности, компьютерная графика, валеология, информатика в играх и картинках, «умелые руки», «веселая физкультура», секция самообороны. Работает филиал детской музыкальной школы им. Мусоргского.
В 2008 ученица 11 класса Надежда Лисицина призёр VII Всероссийского конкурса исторических исследовательских работ старшеклассников «Человек в истории. Россия — XX век». Её работа была опубликована в сборнике «Как наших дедов забирали…». Команда школы № 37 из Твери: Юля Парфентьева, Аня и Таня Семеновы, занимаются в секции туристов, которой руководит Борис Павлович Космаков, неоднократно показывала хорошие результаты в краеведческой викторине.
При школе работает поисковый отряд «Поколение».

## Директора школы
- 1990—2000 гг. — Жданович Владимир Степанович.
- 2000—2022 гг. — Филонова Татьяна Алексеевна
- 2022—2023 гг. — Сидорова Екатерина Игоревна
- 2023—2024 гг. — Ефимова Любовь Викторовна
- 2024—по настоящее время — Наумова Елена Анатольевна